# Thierry Coste
Pour les articles homonymes, voir Coste.
Thierry Coste, né le 18 septembre 1955 à Poligny (Jura), est un lobbyiste français. Il est notamment conseiller politique de la Fédération nationale des chasseurs (FNC) et secrétaire général du Comité Guillaume Tell, qui soutient les utilisateurs d’armes à feu en France. Il est également le fondateur du cabinet Lobbying et Stratégies, dont sont clients la Fédération française des industriels charcutiers traiteurs (FICT) ou encore la Fédération française de golf (FFG).

## Biographie

### Origines et première carrière professionnelle
Thierry Coste naît le 18 septembre 1955 à Poligny (Jura). Il est fils de militaire ; son frère est colonel dans la Légion étrangère. Après ses études en lycée agricole près de Besançon, il achète à 20 ans quelques terres en Haute-Saône pour se consacrer durant dix ans à l'élevage associé à de la polyculture. Au début des années 1970, il est membre fondateur des Travailleurs paysans, qui militent pour défendre les petits exploitants contre la politique de la Fédération nationale des syndicats d'exploitants agricoles (FNSEA). 

### Lobbyisme

#### Premières initiatives et engagement politique
Déçu par la Fédération française des sociétés de protection de la nature (FFSPN), il quitte ce mouvement pour créer en 1988 Atout Vert, une société spécialisée en conseil sur les stratégies environnementales. « Premier client ? Pierre Joxe, ministre de l'Intérieur, qui le missionne pour établir une stratégie de lutte contre les feux de forêt. Puis il travaille avec Pierre Bérégovoy, Laurent Fabius et François Mitterrand », raconte Tiffany Blandin, de Marianne.
À partir de 1994, il ouvre et dirige ensuite Lobbying et Stratégies, son propre cabinet de lobbying situé rue de Varenne à Paris, qui se charge notamment d'aider des petites ou moyennes entreprises installées à l'étranger à trouver le soutien de la diplomatie économique de la France face à leurs concurrents. Il est un relais actif de la fédération des chasseurs, des sociétés de traitement des déchets et des producteurs de fourrures animales.
Passé par le trotskisme dans sa jeunesse, il déclare avoir conservé depuis l’habitude d’infiltrer l’ennemi pour mieux le comprendre,.  
Thierry Coste fréquente et influence les personnalités politiques depuis les années 1980, de gauche (François Patriat, Maxime Gremetz), de droite, voire d'extrême-droite. Il a été le conseiller environnement de plusieurs présidents de conseils régionaux (Jean-Pierre Raffarin, Jacques Blanc ou encore Jean-Pierre Soisson) et a participé à la création des agences régionales de l'environnement en Picardie, Poitou-Charente, Midi-Pyrénées, Aquitaine et PACA. 
Directeur de campagne de Jean Saint-Josse (CPNT) aux élections européennes de 1999, aux cantonales de 2001 et à la présidentielle de 2002, il co-dirige avec Guillaume Peltier la campagne de Philippe de Villiers aux européennes de 2004. « Membre du groupe ruralité de Jacques Chirac pour la campagne de 2002, il a été la "plume" chasse de Nicolas Sarkozy en 2007, de François Hollande en 2012, » et celle, pour la ruralité et la chasse, d'Emmanuel Macron en 2017.

#### Depuis les années 2000

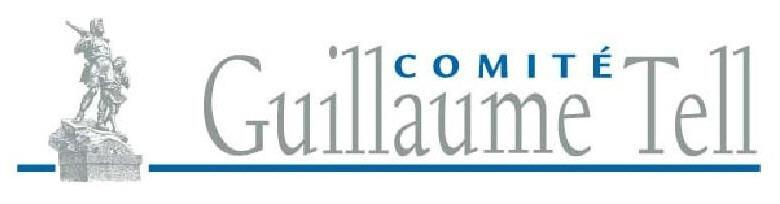
Logotype du Comité Guillaume Tell.

Il est secrétaire général du Comité Guillaume Tell,, lobby des armes français qu'il définit lui-même comme « la NRA française ». Il a représenté les intérêts du fabricant d'armes italien Beretta et de la Fédération française de tir. 
Assumant son rôle d'influenceur politique, il n'hésite pas à se mettre en scène et raconte ainsi lors d'une interview pour L'Obs : « J’ai participé à une caméra cachée pour TF1 à l’Assemblée nationale. Le journaliste a interviewé un député dans la salle des Quatre-Colonnes disant gravement : “Il n’y a pas de lobbies ici…” Et moi, j’étais juste à côté ! ». 
En 2006, il publie une sorte de manuel du lobbyiste, Le Vrai Pouvoir d'un lobby : des politiques sous influence. 

Au micro de Secrets d'info sur France Inter, il déclare : 

« Mon métier, c’est de plaider pour l’intérêt de mes clients et faire en sorte qu’ils aient raison auprès des pouvoirs politiques, auprès des médias. Je ne dis pas qu’ils ont raison, mais ils me payent pour expliquer, pour bien défendre leur cause. Donc mon métier c’est d’abord de faire beaucoup d’investigation, de renseignements : j’infiltre les groupes de pression opposés, les syndicats, tout ce qui peut nuire aux intérêts de mes clients. Ensuite je dois convaincre les ministres, les conseillers des ministres, les parlementaires. [...] J’assume complètement le fait d’être un véritable mercenaire. [...] Pour tout le reste, je suis sans foi ni loi. Seul le résultat compte pour moi : je respecte la loi, point. Pour le reste je n'ai aucun état d’âme. »

Il ajoute sur RMC : « Ah je n'ai pas de morale. Je respecte la loi, c'est clair. Mais au delà de ça, la ruralité est ma passion donc je suis très machiavélique. Je vous le confirme ! Il n'y a pas beaucoup de gens qui l'assument, mais moi je l'assume complètement. Je défends des gouvernements étrangers qui sont des alliés de la France mais qui ont parfois des comportements très douteux avec les droits de l'Homme. Mais je les assume. »
Il a travaillé pour plusieurs présidents africains, comme celui du Tchad Idriss Déby, défend les intérêts de la Russie dans l'affaire des Mistral ou encore ceux de Chypre du Nord lors du rapprochement opéré avec Chypre sous l'égide de l'ONU[réf. nécessaire]. D'autres pays sont ses clients comme le Gabon, l'Azerbaïdjan, la Turquie, l'Arabie saoudite et certains pays asiatiques.  
Par ailleurs, il intervient pour le compte de diverses entreprises dans des domaines divers (banque, environnement, armes, agroalimentaire, santé, énergie, numérique ou encore automobile).
Auprès du Parlement, il exerce un lobbying reconnu de défense des intérêts très variés : pour la Fondation Assistance aux Animaux (FAA), les casinos Tranchant via leur holding Finindusco, le groupe Pizzorno Environnement, ENERPLAN (énergie solaire), la Fédération française d'équitation et des fonds de pension liés au Brexit. Il a ainsi été amené à défendre les nitrites, les néonicotinoïdes, ou encore l’éolien. Lui-même estime être « un vrai mercenaire ».

#### Soutien à Emmanuel Macron puis ralliement à l'extrême-droite
À l'automne 2016, grâce à l’entremise de François Patriat, il se rapproche du candidat Macron, désireux de séduire l'électorat rural, et aurait, selon le JDD, fait partie de son équipe de campagne.  
En juin 2017, il va soutenir dans le Pas-de-Calais Thibaut Guilluy, candidat LREM aux législatives, dont la suppléante est Tiphaine Auzière, la fille de Brigitte Macron.  
En décembre 2017, il invite, lors de son 40e anniversaire à Chambord, Emmanuel Macron devenu président, à la présentation d’un tableau de chasse, une première depuis la présidence de Valéry Giscard d'Estaing. 
Il revendique être le conseiller officieux d’Emmanuel Macron sur les questions de ruralité et a contribué à la réforme de la chasse de 2019, qui a notamment divisé par deux le prix du permis de chasse national et augmenté considérablement les fonds publics versés à la Fédération nationale des chasseurs. 
Fin août 2018, sa présence lors d'une réunion gouvernementale sur la chasse avec le président de la République provoque la démission de Nicolas Hulot, alors ministre d'État et ministre de la Transition écologique et solidaire du deuxième gouvernement Édouard Philippe,.
Il décide, aux côtés de Willy Schraen, de lancer une liste pro-chasse et ruralité pour les élections européennes de 2024, avec le soutien de l’Élysée,.
Toutefois, il prend ensuite position en faveur du Rassemblement national de Marine Le Pen pour les législatives de 2024, ce qui est considéré dans les médias comme une nouvelle « trahison » du lobbyiste après tout ce qu'il avait réussi à obtenir d'Emmanuel Macron.

### Centres d'intérêt
Il affirme être passionné de nature et éprouver le besoin de se ressourcer régulièrement chez lui dans le Haut-Var.

## Publication
- Thierry Coste, Le vrai pouvoir d'un lobby : Les politiques sous influence, Paris, bourin éditeur, coll. « Document », 16 mars 2006, 314 p. (ISBN 2-84941-012-8, OCLC 300511246)[26]
- Thierry Coste, Le plan secret de nos élites contre le monde rural, Paris, Plon, 12 octobre 2023, 256 p. (ISBN 978-2-259-31437-4)